# Línea 44 (Media Distancia)
La línea 44 de Media Distancia es un servicio regional de ferrocarril convencional. Conocida popularmente como Valencia-Játiva-Alicante-Murcia-Cartagena, es una de las 7 líneas de media distancia de la Comunidad Valenciana, explotada por Renfe Operadora. Su trayecto habitual circula entre Valencia y Cartagena. Anteriormente era denominada línea L1.

## Recorrido
La duración aproximada del trayecto es de 3 horas y 43 minutos entre Valencia y Cartagena, y de 2 horas y 55 minutos en los servicios con final de trayecto en Murcia del Carmen.

## Enlaces
- https://www.renfe.com/es/es